# Firestone Indy 200 2002
Firestone Indy 200 2002 var ett race som var den tionde deltävlingen i Indy Racing League 2002. Racet kördes den 20 juli på Nashville Superspeedway. Alex Barron tog här sin första IndyCar-seger.

## Slutresultat
| Plats | Förare            | Team                     | Grid |
| ----- | ----------------- | ------------------------ | ---- |
| 1     | Alex Barron       | Blair Racing             | 5    |
| 2     | Gil de Ferran     | Marlboro Team Penske     | 13   |
| 3     | Sam Hornish Jr.   | Panther Racing           | 3    |
| 4     | Richie Hearn      | Sam Schmidt Motorsports  | 6    |
| 5     | Raul Boesel       | Bradley Motorsports      | 15   |
| 6     | Eddie Cheever     | Cheever Racing           | 9    |
| 7     | Felipe Giaffone   | Mo Nunn Racing           | 8    |
| 8     | Scott Sharp       | Kelley Racing            | 11   |
| 9     | Hélio Castroneves | Marlboro Team Penske     | 2    |
| 10    | Tony Renna        | Kelley Racing            | 14   |
| 11    | Jeff Ward         | Chip Ganassi Racing      | 21   |
| 12    | Buddy Lazier      | Hemelgarn Racing         | 12   |
| 13    | Tomas Scheckter   | Cheever Racing           | 4    |
| 14    | Billy Boat        | CURB/Agajanian Racing    | 1    |
| 15    | George Mack       | 310 Racing               | 20   |
| 16    | Laurent Redon     | Conquest Racing          | 22   |
| 17    | Airton Daré       | A.J. Foyt Enterprises    | 18   |
| 18    | Mark Dismore      | Team Menard              | 16   |
| 19    | Eliseo Salazar    | A.J. Foyt Enterprises    | 17   |
| 20    | Greg Ray          | A.J. Foyt Enterprises    | 19   |
| 21    | Robbie Buhl       | Dreyer & Reinbold Racing | 10   |
| 22    | Sarah Fisher      | Dreyer & Reinbold Racing | 7    |